# Peltaea surumuensis
Peltaea surumuensis är en malvaväxtart som först beskrevs av Oskar Eberhard Ulbrich, och fick sitt nu gällande namn av A. Krapovickas, C.L. Cristóbal. Peltaea surumuensis ingår i släktet Peltaea och familjen malvaväxter. Inga underarter finns listade i Catalogue of Life.